# Tyrannochthonius tenuis
Tyrannochthonius tenuis är en spindeldjursart som beskrevs av Chamberlin 1995. Tyrannochthonius tenuis ingår i släktet Tyrannochthonius och familjen käkklokrypare. Inga underarter finns listade i Catalogue of Life.